# Pilatus PC-12
Pilatus PC-12 är ett enmotorigt turbopropellerplan med STOL-egenskaper, som tillverkas  av Pilatus Flugzeugwerke i Schweiz. Planet används främst som affärsplan men också för regional passagerartrafik eller fraktflyg. Planet har infunnit sig i många olika användningsområden då det har bra lastförmåga, kan flyga från korta flygfält (cirka 600 meter), och har lång räckvidd (3 000 km). För att klara av längre flygningar är även planet utrustat med toalett, något som är relativt ovanligt i storleksklassen.